# Praeviogomphus proprius
Praeviogomphus proprius – gatunek ważki z rodziny gadziogłówkowatych (Gomphidae); jedyny przedstawiciel rodzaju Praeviogomphus. Występuje endemicznie w Brazylii, stwierdzony jedynie w stanie Rio de Janeiro.